# Philippos III của Macedonia
Philippos III Arrhidaeus (Tiếng Hy Lạp; Φίλιππος Γ' ὁ Ἀρριδαῖος, khoảng 358 TCN - 25 tháng 12 năm 317 TCN) là vua của Vương quốc Macedonia từ 10 tháng 6 năm 323 TCN cho đến khi qua đời, là con trai của vua Philippos II của Macedonia và Philinna của Larissa, có thể là vũ nữ Thessalia, và là một người anh trai cùng cha khác mẹ của vua Alexandros Đại đế. Arhideaus là tên được đặt khi ông sinh ra, Philippos là Vương hiệu khi ông được phong vương.
Theo lời kể của Plutarch, ông trở thành người đần độn và động kinh sau khi bị vợ thứ tư của vua cha Philippos II, hoàng hậu Olympias đầu độc hụt với ý định dọn đường cho con bà là Hoàng tử Alexandros lên ngai vàng. Dù vậy, đây có thể là tin đồn nhảm, và không có bằng chứng nào cho thấy Hoàng hậu Olympias đã hảm hại ông. Quốc vương Alexandros Đại Đế thì rất yêu mến ông, thường đưa ông đi theo trong những cuộc chinh chiến của mình, nhằm bảo vệ ông, đồng thời tránh trường hợp những kẻ phản nghịch sẽ nhân danh "tôn phò vua Philippos III" mà tìm cách lật đổ vua Alexandros Đại Đế.
Vào năm 323 TCN, Quốc vương Alexandros Đại Đế yểu mệnh qua đời tại xứ Babylon. Một vài tướng lĩnh của Quân đội Macedonia ở châu Á đã tấn phong ông làm tân Quốc vương. Dù vậy, ông chỉ Quốc vương là bù nhìn, và những danh tướng quyền uy chiếm đoạt quyền bính. Ông cùng làm vua với ấu chúa Alexandros IV - con trai của cố vương Alexandros Đại Đế. Cuộc đời và triều đại của ông kéo dài không được bao lâu.
Hố Ariadeaus trên Mặt Trăng đã được đặt tên theo ông.